# Pietro l'Iberico
Pietro l'Iberico (in georgiano პეტრე იბერი?, tr) (417 circa – Yavne, 2 dicembre 491) è stato un principe, teologo e filosofo georgiano, una figura di spicco nel primo cristianesimo e uno dei fondatori del neoplatonismo cristiano.
Alcuni hanno affermato che possa essere l'autore conosciuto convenzionalmente come Pseudo-Dionigi l'Areopagita.
Fu il fondatore del primo monastero georgiano a Betlemme e poi nominato vescovo di Maiuma, vicino a Gaza. Le più antiche iscrizioni georgiane di Bir el Qutt lo menzionano assieme a suo padre.

## Biografia
Nacque nella dinastia reale cosroide dei re del Principato d'Iberia (Georgia orientale) e inizialmente fu chiamato Murvan (in alternativa, Nabarnugios), principe di Iberia (Cartalia). Suo padre, il re Bosmario di Iberia, invitò il noto filosofo Mitridate di Lazica a prendere parte all'educazione di Murvan. Per un po' il bambino fu tenuto nascosto per non essere consegnato come ostaggio ai Persiani.
Nel 429, all'età di circa dodici anni, fu inviato come ostaggio politico a Costantinopoli per assicurare la lealtà dell'Iberia ai Bizantini piuttosto che ai Persiani. Qui ricevette una brillante educazione sotto il personale patrocinio dell'imperatrice romana Elia Eudocia, moglie di Teodosio II.
Secondo il suo biografo, John Rufus, Pietro si rifiutò di scrivere o ricevere lettere da casa per timore che ciò minasse la sua disciplina ascetica. Quando aveva circa vent'anni, il giovane principe, insieme al suo mentore Mitridate, lasciò il palazzo e fuggì per fare un pellegrinaggio in Palestina, dove divenne monaco a Gerusalemme con il nome di Pietro. Nel 430 fondò il proprio monastero a Betlemme (più tardi conosciuto come Monastero georgiano di Betlemme). Nel 445 fu ordinato sacerdote. Accompagnato da Mitridate (ora chiamato Giovanni), viaggiò attraverso diversi paesi del Vicino Oriente e alla fine si stabilì a Maiuma vicino a Gaza.
Nel 452, fu consacrato vescovo di Maiuma di Gaza dal patriarca Teodosio. Ricoprì l'incarico per soli sei mesi prima che alcuni cristiani fossero banditi dal decreto del sovrano locale. Pietro fuggì in Egitto, dove trovò rifugio nell'Enaton, ma tornò in Palestina un decennio dopo, riuscendo ad avere numerosi seguaci e discepoli. Secondo le fonti medievali, fu autore di diverse famose opere religiose. Tuttavia, nessuna di queste è sopravvissuta con l'indicazione che fosse opera sua.
Morì a Yavneh-Yam, porto dell'antica Yavne, nel 491 e fu sepolto nel suo monastero vicino a Gaza.

## Posizione contro il credo calcedoniano
Diverse chiese orientali credono che si fosse discostato dalla dottrina calcedoniana. Queste Chiese affermano che Pietro l'Iberico era un miafisita e un anti-caldeoniano, mentre questo punto di vista non è condiviso da alcuni componenti della Chiesa ortodossa georgiana. Sebbene le sue biografie non trattino questo problema, alcuni degli studiosi che si schierano con le fonti armene accettano l'idea che fosse un anti-caldeoniano, mentre altri no. Ad esempio, David Marshall Lang crede nella possibilità che fosse un monofisita, mentre Shalva Nutsubidze ed Ernest Honingmann credono che fosse un filosofo neoplatonico.

## Status nella Chiesa ortodossa
Alcuni religiosi ortodossi georgiani hanno parlato di Pietro come di un santo ortodosso, nonostante sia comunemente associato ai punti di vista miafisiti. A seguito di una spinta per la sua canonizzazione, la questione è stata portata davanti al Santo Sinodo della Chiesa ortodossa georgiana, nel 2010, ma alla fine il Sinodo non lo ha canonizzato, mettendo la questione in attesa. Nello stesso periodo, il prolifico autore ortodosso georgiano Edisher Chelidze scrisse un libro intitolato Si Pietro l'Iberico, denunciando i tentativi di canonizzare Pietro, sottolineando la gravità delle sue tendenze anti-Calcedoniane data la posizione ortodossa, e dicendo che una tale mossa sarebbe stata equivale a canonizzare Ario o Nestorio.
Le opinioni di Chelidze, così come la mancanza di una decisione affermativa da parte del sinodo, erano in linea con la lettera sinodale che il patriarca Sofronio di Gerusalemme indirizzò al secondo Concilio di Costantinopoli nel 553, in cui dichiarava Pietro anatema, definendolo "la contaminazione dall'Iberia della mente barbara, che introdusse un'altra eresia senza testa tra i senza testa.." Questa lettera sinodale fu approvata dal Terzo Concilio di Costantinopoli nel 681, considerato ecumenico dalla Chiesa ortodossa, e quindi lo status ufficiale di Pietro d'Iberia nell'Ortodossia è stato, e rimane, quello di un eretico.
La Vita di Pietro fu scritta dal suo discepolo, Giovanni Rufo (Giovanni di Beth Rufina), in seguito suo successore come vescovo di Maiuma.
- La cosiddetta versione siriaca dell'originale greco di Giovanni Rufo risale all'VIII secolo.
- La cosiddetta versione georgiana originariamente scritta dal contemporaneo di Pietro, Zaccaria Scolastico, vescovo di Mitilene, in greco, è stata conservata come manoscritto di c. XIII secolo.